# Салат сійний
{{#ifeq:0|0|{{#if:|{{#if:Lactucasativa|[[]}}|}}}}
Салат сійний, латук посівний, або салат (Lactuca sativa), вид однолітніх трав'янистих рослин родини айстрових, овочева культура. Одним з основних видів салатних рослин, що мають велику питому вагу в світовому овочівництві.
Деякі види листових салатів культивувалися ще в Давньому Єгипті. У Європі качанні салати з'явилися в кінці Середньовіччя.
Усі нинішні види салату походять від дикого латуку, дотепер розповсюдженої рослин середземноморських степів.
Вирощується у всіх землеробських районах світу, в Україні повсюдно. Вирощують його у відкритому і захищеному ґрунті.

## Опис
Корінь у салату всіх різновидів стрижневого типу, значно стовщений у верхній частині, має велика кількість бічних розгалужень, розташованих близько до поверхні ґрунту.
Пластинка листка пухирчаста, зморшкувата чи майже гладка, ясно-зеленого, зеленого чи темно-зеленого кольору, іноді з червоно-бурою пігментацією. На місцях зрізу виступає молоко-подібний сік.
Квіткові, сильно розгалужені стебла мають висоту 60-120 см у перший же рік життя. Суцвіття у виді невеликих кошиків, що складаються з великої кількості двостатевих квіток з язичками жовтого кольору. У кошиках формуються плодики з летючками-сім'янками, що звичайно називаються насіннями. Насіння має білий чи темно-сірий кольори, дрібні в 1 гр їх нараховується близько 1000 штук.

## Поширення
В дикому вигляді рослина не зустрічається. Введена в культуру в Середземномор'ї. На території України латук посівний культивують як салатну рослину.

## Різновиди
Салат головковий (Lactuca sativa var. capitata) — на перших етапах утворить розетку листя, а потім формується пухка головка округлої чи плоско-округлої форми. У залежності від сорту технічна спілість у качанного салату настає через 50-95 днів.
Салат листовий (Lactuca sativa var. secalina) — утворить розетку листя без головки, що і використовується в їжу. Це найбільш скоростигла форма салату. Листя можна використовувати в їжу вже за 30-40 днів. Після утворення розетки рослина викидає квітконосне стебло.
Салат ромен, чи римський (Lactuca sativa var. romana) — утворить пухку головку овальної форми, з вегетаційним періодом 70-100 днів.

## Культивація

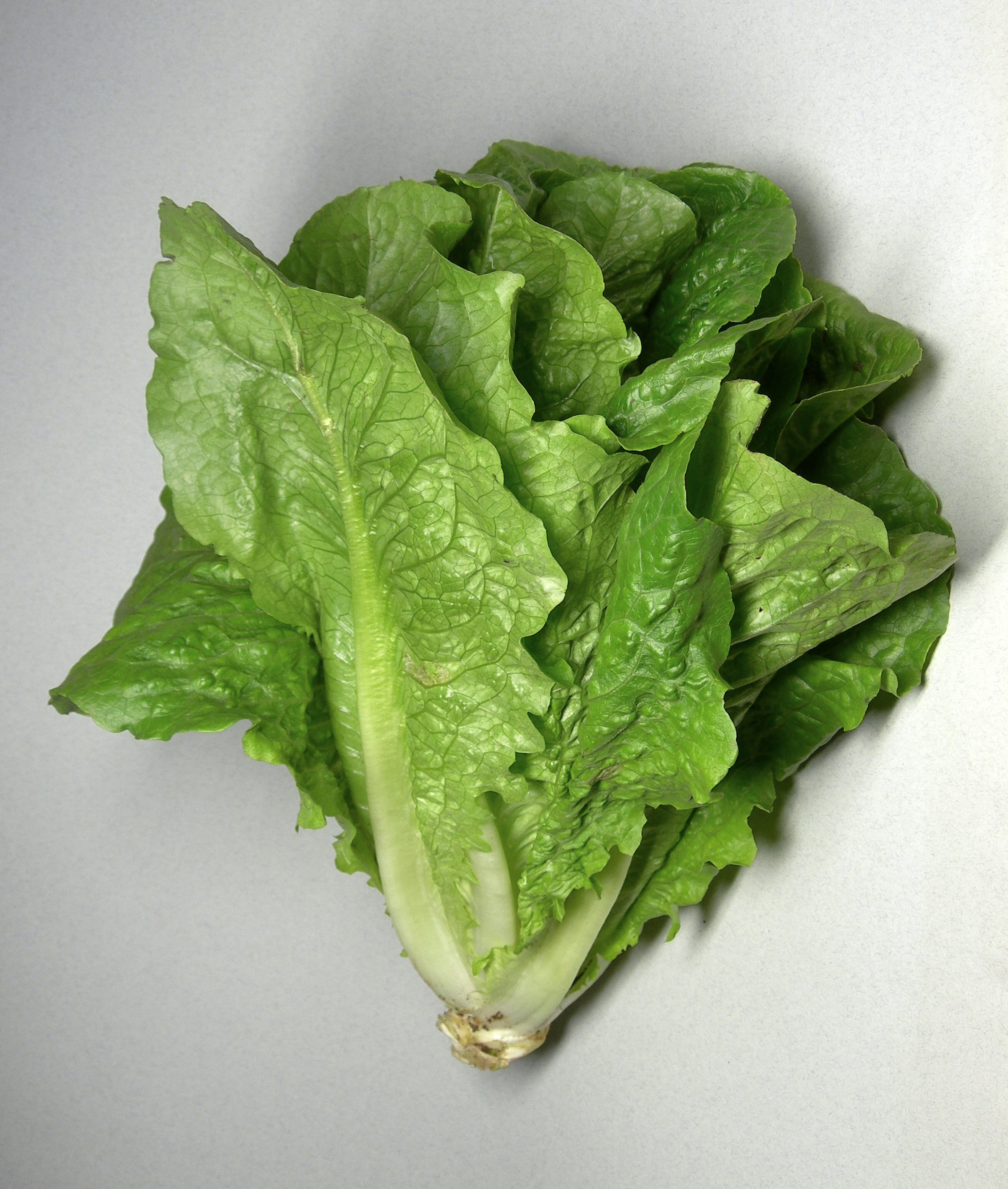
Салат ромен

Салат — холодостійка рослина. Насіння його проростають при +5 °C, оптимальна температура для його росту +15-20 °C. Але при +12-14 °C утворяться щільніші головки, а вище +20 °C — прискорюється утворення стебел. Культура світло- та вологолюбна і накладає високі вимоги до ґрунтової родючості.

## Хімічний склад
В листі є білкові речовини (до 0,2 %), цукри (0,1 — 2,3 %), до 0,1—0,2 % органічних кислот (яблучна, лимонна, щавлева, бурштинова та інші), бета-каротин (1,75 мг%), вітамін Е (0,66 мг%), вітамін В6 (0,18 мг%), аскорбінова (15 мг%), нікотинова (0,65 мг%), пантотенова (0,1 мг%) і фолієва кислоти, біотин, рибофлавін, тіамін, гіркота лактуцин, солі заліза (600 мкг/100 г), калію, кальцію, магнію, йоду, кобальту, міді і цинку.

## Використання
З давніх часів салат латук використовують як харчову та лікарську рослину. Вживають листя салату у свіжому та вареному виді, чи на додаток до інших страв. Існує також страва з такою самою назвою, що здебільшого готується із овочів.
Дивіться Салат (страва).
Салати малокалорійні але багаті мінеральними речовинами і вітамінами групи B, PP, каротином, а вітаміну С в ньому майже стільки ж, як і в яблуках. Крім того, у салаті міститься більше, ніж в інших овочах, вітамінів Е і К.
Латук посівний збуджує апетит, покращує травлення, має легкі проносні й сечогінні властивості. У вигляді салату рослину корисно вживати при ожирінні, особливо, коли воно супроводиться діабетом, при атеросклерозі, гіпертонічній хворобі, при нормо- і гіпохромних анеміях та при туберкульозі, вагітним жінкам і виснаженим хворим.
Настій свіжого листя застосовують як заспокійливий, протиспазматичний, анестезуючий і снотворний засіб, а настій плодів — як засіб, що підвищує секрецію молока у матерів-годувальниць. Свіжим соком
лікують тиреоїдит і тиреотоксикоз.
У гомеопатії препарати з соку латуку посівного призначають при захворюваннях серцево-судинної системи.
Протипоказано вживати салат при подагрі й нирковокам'яній хворобі (при уратних і оксалатних каменях), при загостренні гострих і хронічних колітів та ентероколітів з вираженими порушеннями травлення (диспептичні явища).